# Bogačevo Riječko
Bogačevo Riječko je naselje u Hrvatskoj u sastavu općine Svetog Petra Orehovca. Nalazi se u Koprivničko-križevačkoj županiji. 

## Zemljopis
Južno su Podvinje Miholečko i Lukačevec, jugozapadno su Barlabaševec i Nemčevec, zapadno je Fajerovec, sjeverozapadno je Dropkovec, sjeveroistočno su Finčevec, Vinarec, Črnčevec, Mikovec i Hrgovec, istočno su Bogačevo, Sveti Petar Orehovec i Selanec, jugoistočno su Orehovec, Voljavec Riječki i Selnica Miholečka.

## Stanovništvo
| broj stanovnika | 123   | 148   | 156   | 175   | 203   | 241   | 253   | 245   | 231   | 218   | 206   | 166   | 155   | 123   | 89    | 71    | 53    |
|                 | 1857. | 1869. | 1880. | 1890. | 1900. | 1910. | 1921. | 1931. | 1948. | 1953. | 1961. | 1971. | 1981. | 1991. | 2001. | 2011. | 2021. |